# 네오위즈
주식회사 네오위즈(NEOWIZ)는 2007년 네오위즈홀딩스의 기업분할로 출범한 대한민국 게임 전문 기업이다. 게임포털 ‘피망’ 및 PC, 콘솔 등의 플랫폼을 통해 FPS, Sports, RPG 등 다양한 장르의 게임을 서비스 중이다. 자체 개발을 통한 우수 IP 확보와 이를 활용한 해외시장 개척에 집중하고 있으며, 잠재력 있는 개발사와의 협업을 통해 다양한 장르의 온라인 및 모바일 게임을 선보이고 있다.

## 역사
㈜네오위즈(현, 네오위즈홀딩스)는 1997년 5월 설립되었다. 1998년 클릭 한번으로 인터넷 접속할 수 있는 프로그램 '원클릭'을 선보였다. 이후 웹기반 채팅 서비스 '세이클럽'의 서비스를 시작했으며, 2000년 6월에는 코스닥에 상장되었다.
2003년 8월 게임 포털 '피망(www.Pmang.com)’을 오픈하며 본격적인 게임 서비스를 시작했다.
2004년 FPS 게임 '스페셜포스'를 시작으로 글로벌 게임 기업 EA(Electronic Arts)와 공동 개발 및 퍼블리싱 계약을 맺고 FIFA 온라인 1,2 서비스를 진행했다.
2007년 4월 (주)네오위즈(현 네오위즈홀딩스) 기업분할을 통해 게임전문 자회사(주)네오위즈게임즈(현 네오위즈)가 설립되었으며, 2007년 7월 2일 코스닥에 상장되었다. 같은 해 일본 게임 회사 '게임온'을 인수하였고, '아바(A.V.A)', '크로스파이어', 'S4리그' 등 퍼블리싱 게임들을 중국, 동남아, 북미유럽 시장에 선보이며 글로벌 진출을 본격화했다.
2010년 온라인 게임 개발사 ‘㈜씨알스페이스(네오위즈씨알에스로 사명변경)’ 인수하였다. 이를 통해 2015년 '애스커'를 선보였으며, 자체개발한 '블레스'도 2016년 정식 출시했다. 이외에도 '디젤', '청풍명월', '레이더즈', '킹덤언더파이어:에이지오브스톰', '코어마스터즈', '블랙스쿼드', '아이언사이트' 등 다양한 온라인 게임을 국내외에 서비스했다.
2013년부터 '마성의 플러스', '마왕전', '핑거나이츠', '슬러거 모바일', ‘RIO 2016 Olympic Games’, '탭소닉TOP', '점프 아레나', '라바매치', '킹덤 오브 히어로', '기억의 저편', '삼국대난투', '위드 히어로즈' 등 모바일 게임도 서비스하였다. 네이버 웹툰과 제휴를 맺고 '마음의 소리', '신의 탑' 시즌2, '노블레스' 등도 선보인바 있다.
2016년 MBC플러스와 제휴를 맺고 아이돌 앱 서비스 '아이돌챔프' 앱 서비스를 시작했다. 2021년 자회사로 편입된 티앤케이팩토리로 서비스 이관되어 트로트 아티스트를 중심으로 하는 '셀럽챔프'도 함께 서비스 중이다.
2017년에는 (주)네오위즈로 사명을 변경했다. 3월과 7월에 모바일 게임 '브라운더스트'와 '디제이맥스 리스펙트' PS4 버전을 발매했으며, 2019년에는 PC버전인 '디제이맥스 리스펙트 V'가 글로벌 게임 플랫폼 '스팀(steam)'에 출시했다.
2019년 인디게임 '스컬' 퍼블리싱 계약을 시작으로 다양한 인디게임들을 '스팀'과 콘솔 플랫폼으로 선보이고 있다.
2020년부터는 인디게임들의 홍보를 지원하고자 온라인 인디 게임 페스티벌 '방구석 인디 게임쇼(BIGS)'를 시작했다. 콘솔게임에 대한 도전을 이어나가 2020년에는 MMOPRG '블레스 언리쉬드'를 글로벌 출시했다. 2021년에는 PC버전도 스팀을 통해 선보였다.
2021년 모바일 게임 개발사 '스티키핸즈', '겜플리트', '하이디어'를, 2023년에는 모바일 MMORPG 전문 개발사 '파우게임즈'를 인수했다.
2022년 8월 글로벌 블록체인 업체인 '폴리곤'과 파트너십을 맺고 블록체인 사업을 시작했으며, 여러 파트너사들과 협력하며 게임 플랫폼 '인텔라 X'를 준비 중에 있다.

## 사업 영역
네오위즈는 게임 개발 및 PC/모바일 게임 퍼블리싱 핵심사업을 주축으로 하는 국내 게임사다. 최근 블록체인 신기술 분야로 사업영역을 확장하고 있다.
게임 개발
네오위즈는 자체 지식재산권(IP)을 바탕으로 내부에서 제작한 고품질 게임을 만드는데 집중해왔다.
2016년부터 개발사로서의 체질 개선을 시작으로 PC와 모바일, 콘솔 등 플랫폼별로 ‘P의 거짓(Lies of P)’, ‘브라운더스트(BrownDust)’, ‘디제이맥스(DJMAX)’ 시리즈, ‘마스터 오브 나이츠(Master of Knights)’, ‘기타소녀(Guitar Girl)’ 등 자체 제작 게임들을 시장에 선보이고 있다. 이와 함께 꾸준한 투자 및 인수를 통해 자체 개발력 강화에도 힘쓰고 있다.
2020년 모바일 게임 개발사인 ‘퀘스트게임즈’와 ‘슈퍼플렉스’를 자회사로 편입해 ‘드루와던전’, ‘데스나이트 키우기’를 글로벌 시장에 출시했으며, 2021년에는 스티키핸즈, 겜플리트에 이어 하이디어까지 인수·합병하며 경쟁력 있는 새로운 IP를 확보했다. 특히, 하이디어가 개발한 모바일 힐링 게임 ‘고양이와 스프(Cats & Soup)’는 2023년 4월 기준 글로벌 누적 다운로드 4,000만 건을 기록했고, 일일 이용자 수(DAU) 역시 120만 명을 돌파한 바 있다. 2023년 5월에는 모바일 MMORPG 전문 개발사 파우게임즈를 인수하며 모바일 게임 라인업 확보와 동시에 글로벌 경쟁력도 한층 강화되었다.
자체 IP를 활용한 게임 개발에 집중한 결과, 국내 게임 불모지인 콘솔 시장에서 성과를 거뒀다. 소울라이크 액션 RPG ‘P의 거짓’이 대표적이다. 네오위즈 산하 스튜디오 ‘라운드8’은 지난 2020년 초부터 본격적인 게임 개발을 시작, 이탈리아의 유명 동화 ‘피노키오’를 잔혹 동화로 재해석한 ‘P의 거짓’을 탄생시켰다. 네오위즈가 자체 개발한 콘솔 타이틀이자, 국내 이용자들에게는 다소 생소한 ‘소울라이크’ 장르라는 점이 게임의 화제성을 높였다. 실제로, 독일 ‘게임스컴 2022’에서 ‘가장 기대되는 플레이스테이션(PS) 게임’, 최고의 액션 어드벤처 게임’, ‘최고의 롤플레잉 게임'을 모두 수상하며 한국 게임사 최초로 3관왕을 거머쥐었다. 2023년 9월 19일 글로벌 출시를 앞두고 데모 버전을 공개, 사흘 만에 플랫폼 총 누적 다운로드 수 100만 건을 돌파하며 글로벌 이용자들의 기대감을 입증했다.
PC/모바일 게임 퍼블리싱
네오위즈는 글로벌 이용자들의 다양한 기호에 맞춘 개성 강한 IP를 적극 발굴하고, 육성하는 퍼블리싱 사업을 진행하고 있다. 개발사가 개발에만 집중할 수 있록 게임 서비스, 홍보 및 마케팅, 영상제작 지원, 회계 등을 네오위즈가 적극 지원한다. 국내뿐만 아니라 마이크로소프트(MS), 소니, 벨브, 스팀 등 다양한 글로벌 회사와 밀접하게 소통하며 탄탄한 네트워크도 갖추고 있다.
2023년 6월 기준 ‘스컬(Skul)’, ‘메탈유닛(Metal Unit)’, ‘블레이드 어썰트(Blade Assault)’, ‘사망여각(8Doors)’, ‘댄디 에이스(Dandy Ace)’, ‘산나비(SANNABI)’, ‘언소울드(Unsouled)’ 등 국내외에서 주목받는 인디게임을 발굴해 퍼블리싱하고 있다. 성과도 뛰어나다. '스컬'은 한국 인디게임 최초 판매량 100만 장을 돌파했고, ‘고양이와 스프’는 2023년 4월 글로벌 누적 다운로드 4,000만을 돌파하는 한편 한국 게임 최초 넷플릭스에 입점했다. ‘산나비’는 2022년 대한민국 게임대상에서 인디게임상을 수상했다. ‘아카’ 또한 '게임스컴 2022'에서 인디 아레나 부스 어워드에서 2관왕을 기록했다.
창립 이후부터 이어온 퍼블리싱 노하우를 자랑하는 네오위즈는 국내 인디 게임사들을 지원하기 위해 2020년부터 매년 온라인 인디 게임 페스티벌 ‘방구석 인디 게임쇼(BIGS)’를 개최하고 있다. 2년 동안 400여 개의 특색 있고 다양한 장르의 국내 게임사가 참여하며 큰 호응을 얻었고, 국내 대표 인디게임 페스티벌로 자리매김했다.
블록체인 사업
네오위즈는 웹3 시대를 맞아 하나의 거대한 흐름으로 자리잡은 블록체인 게임 시장에 ‘인텔라 X(Intella X)’로 첫 진출한다. 2022년 4월 설립된 네오위즈의 블록체인 사업을 총괄하는 싱가포르 법인 ‘인텔라 X(Intella Pte. Ltd.)’가 폴리곤 네트워크를 기반으로 한 유저 친화적인 플랫폼을 목표로 개발 중이다. 웹3 게임은 물론, 블록체인 네트워크, 보안, NFT 마켓, NFT 런치패드, 탈중앙화 거래소(DEX) 등 양질의 서비스를 책임지는 인프라 구축에 힘쓰고 있다. 2023년 6월 기준 안드로이드 및 웹 버전의 ‘인텔라 X 월렛(IX Wallet)’을 소프트 런칭하며 생태계 확장을 위한 준비도 마쳤다.
특히, △폴리곤 △애니모카 △매직에덴 등 글로벌 웹3 게임 생태계 구축을 위한 30여개의 투자사 및 파트너사와 손잡았으며, 게임·플랫폼·보안·투자 등 여러 분야에서 기술력은 물론, 서비스 품질과 사용가치를 높이기 위한 노력을 기울이고 있다.
인텔라 X가 이끄는 웹3 게임으로의 변화를 알리기 위한 글로벌 활동에도 적극적이다. 2023년 3월 폴리곤의 ‘플래그십 파트너사(Flagship Partner, 주력 파트너사)' 자격으로 ‘GDC(Game Developers Conference) 2023'에 참가해 인텔라 X 온보딩 예정인 △1인칭 슈팅 게임 아바(A.V.A) △고양이와 스프 IP 기반의 PFP NFT 프로젝트 'E.R.C.C' △MMORPG(다중접속역할수행게임) 에오스 골드(EOS GOLD) 등 게임 라인업을 전시했다. 또 2023년 6월에는 'IVS 크립토 2023 교토'에 참가해 '웹 3로 진출하는 대형 웹 2 게임 개발사'를 주제로한 패널 토론에 참여, ‘인텔라 X’의 가치와 비전을 알렸다.

## 자회사
- 하이디어
- 파우게임즈
- 스티키핸즈
- 네오위즈스포츠
- 티앤케이팩토리
- 네오팝
- 슈퍼플렉스
- 겜플리트
- 게임온(일본)
- NEOWIZ Santa Monica(북미)

## 주요 게임

### PC/콘솔 게임
- P의 거짓
- 디제이맥스 리스펙트V
- 아바(A.V.A)
- 슬러거
- 신 천상비
- 스컬:더 히어로 슬레이어
- 산나비
- 아카
- 언소울드
- 댄디 에이스
- 블레이드 어썰트
- 메탈 유닛
- 사망 여각
- 플레비 퀘스트: 더 크루세이즈

### 모바일 게임
- 고양이와 스프
- 브라운더스트
- 브라운더스트2
- 마석기사단
- 브라운더스트 스토리
- 아이돌리 프라이드
- 마스터 오브 나이츠
- 기타소녀
- 골프 임팩트
- 베이스볼 PVP
- 킹덤: 전쟁의 불씨
- 프리스톤테일M
- 머지 서바이벌
- 트리플 판타지
- 천계 패러독스
- 피망 뉴맞고
- 피망 포커: 카지노 로얄
- 피망 섯다
- 피망 뉴베가스: 슬롯, 바카라, 블랙잭